# Енді Байсек
Енді Байсек (англ. Andy Bisek; нар. 18 серпня 1986) — американський борець греко-римського стилю, дворазовий бронзовий призер чемпіонатів світу, дворазовий переможець Панамериканських чемпіонатів, чемпіон Панамериканських ігор.

## Біографія
Боротьбою займається з 1992 року. Навчався в Університеті Північного Мічигану. Виступав за борцівський клуб «Minnesota Storm» та «US OTC Colorado Springs».

## Спортивні результати на міжнародних змаганнях

### Виступи на Олімпіадах
| Змагання                    | Збірна | Вагова категорія                 | Місце |
| --------------------------- | ------ | -------------------------------- | ----- |
| Літні Олімпійські ігри 2016 | США    | греко-римська боротьба, до 75 кг | 12    |

### Виступи на Чемпіонатах світу
| Змагання                        | Збірна | Вагова категорія                 | Місце  |
| ------------------------------- | ------ | -------------------------------- | ------ |
| Чемпіонат світу з боротьби 2011 | США    | греко-римська боротьба, до 74 кг | 20     |
| Чемпіонат світу з боротьби 2013 | США    | греко-римська боротьба, до 74 кг | 17     |
| Чемпіонат світу з боротьби 2014 | США    | греко-римська боротьба, до 75 кг | Бронза |
| Чемпіонат світу з боротьби 2015 | США    | греко-римська боротьба, до 75 кг | Бронза |

### Виступи на Панамериканських чемпіонатах
| Змагання                                   | Збірна | Вагова категорія                 | Місце  |
| ------------------------------------------ | ------ | -------------------------------- | ------ |
| Панамериканський чемпіонат з боротьби 2012 | США    | греко-римська боротьба, до 74 кг | Золото |
| Панамериканський чемпіонат з боротьби 2014 | США    | греко-римська боротьба, до 75 кг | Золото |

### Виступи на Панамериканських іграх
| Змагання                  | Збірна | Вагова категорія                 | Місце  |
| ------------------------- | ------ | -------------------------------- | ------ |
| Панамериканські ігри 2015 | США    | греко-римська боротьба, до 75 кг | Золото |

### Виступи на Кубках світу
| Змагання                    | Збірна | Вагова категорія                 | Місце |
| --------------------------- | ------ | -------------------------------- | ----- |
| Кубок світу з боротьби 2014 | США    | греко-римська боротьба, до 75 кг | 9     |

### Виступи на інших змаганнях
| Змагання                                                               | Збірна | Вагова категорія                 | Місце  |
| ---------------------------------------------------------------------- | ------ | -------------------------------- | ------ |
| Міжнародний меморіал Дейва Шульца 2009                                 | США    | греко-римська боротьба, до 74 кг | 5      |
| Турнір Дана Колова — Николи Петрова 2009                               | США    | греко-римська боротьба, до 74 кг | 9      |
| Відкритий міжнародний турнір «Sunkist Kids» 2010                       | США    | греко-римська боротьба, до 74 кг | Золото |
| Міжнародний турнір Ньюйоркського атлетичного клубу 2010                | США    | греко-римська боротьба, до 74 кг | Срібло |
| Турнір Івана Піддубного 2011                                           | США    | греко-римська боротьба, до 74 кг | 20     |
| Міжнародний меморіал Дейва Шульца 2011                                 | США    | греко-римська боротьба, до 74 кг | 4      |
| Меморіал Іона Корнеану 2011                                            | США    | греко-римська боротьба, до 74 кг | Бронза |
| Відкритий міжнародний турнір «Sunkist Kids» 2011                       | США    | греко-римська боротьба, до 74 кг | Срібло |
| Міжнародний турнір Ньюйоркського атлетичного клубу 2011                | США    | греко-римська боротьба, до 74 кг | Золото |
| Меморіал Олега Караваєва 2011                                          | США    | греко-римська боротьба, до 74 кг | 6      |
| Міжнародний меморіал Дейва Шульца 2012                                 | США    | греко-римська боротьба, до 74 кг | Золото |
| Кубок Гранми з боротьби 2012                                           | США    | греко-римська боротьба, до 74 кг | 5      |
| Олімпійський кваліфікаційний турнір з боротьби 2012 (Кіссіммі-Орландо) | США    | греко-римська боротьба, до 74 кг | Срібло |
| Міжнародний турнір Ньюйоркського атлетичного клубу 2012                | США    | греко-римська боротьба, до 74 кг | Золото |
| Кубок Хапаранди з боротьби 2012                                        | США    | греко-римська боротьба, до 74 кг | Золото |
| Кубок Арво Хаавісто 2012                                               | США    | греко-римська боротьба, до 74 кг | Бронза |
| Турнір Івана Піддубного 2013                                           | США    | греко-римська боротьба, до 74 кг | 8      |
| Кубок Владислава Пітласинські 2013                                     | США    | греко-римська боротьба, до 74 кг | 5      |
| Міжнародний турнір Ньюйоркського атлетичного клубу 2013                | США    | греко-римська боротьба, до 74 кг | Золото |
| Кубок Арво Хаавісто 2013                                               | США    | греко-римська боротьба, до 74 кг | Золото |
| Міжнародний меморіал Дейва Шульца 2014                                 | США    | греко-римська боротьба, до 75 кг | Золото |
| Кубок Гранми з боротьби 2014                                           | США    | греко-римська боротьба, до 75 кг | Золото |
| Міжнародний меморіал Дейва Шульца 2015                                 | США    | греко-римська боротьба, до 75 кг | Бронза |
| Кубок Гранми з боротьби 2015                                           | США    | греко-римська боротьба, до 75 кг | Золото |
| Гран-прі FILA 2015                                                     | США    | греко-римська боротьба, до 75 кг | 28     |
| Beat the Streets 2015                                                  | США    | греко-римська боротьба, до 75 кг | Золото |
| Золотий Гран-прі з боротьби 2015                                       | США    | греко-римська боротьба, до 75 кг | 8      |
| Олімпійські випробування США 2016                                      | США    | греко-римська боротьба, до 75 кг | Золото |
| Beat the Streets 2016                                                  | США    | Multiple Style Event, до GR75 кг | Срібло |

### Виступи на змаганнях молодших вікових груп
| Змагання                                      | Збірна | Вагова категорія                 | Місце |
| --------------------------------------------- | ------ | -------------------------------- | ----- |
| Чемпіонат світу з боротьби серед юніорів 2005 | США    | греко-римська боротьба, до 74 кг | 12    |
| Чемпіонат світу з боротьби серед юніорів 2006 | США    | греко-римська боротьба, до 74 кг | 14    |